# زخارى سكوت
زخارى سكوت (بالإنجليزية: Zachary Scott)‏ هو ممثل أمريكي، ولد في 21 فبراير 1914 بأوستن في الولايات المتحدة، وتوفي بنفس المكان في 3 أكتوبر 1965.

## أعمال

### أفلام
- (1945) ميلدرد بيرس

## وصلات خارجية
- زخارى سكوت على موقع IMDb (الإنجليزية)
- زخارى سكوت على موقع ألو سيني (الفرنسية)
- زخارى سكوت على موقع أول موفي (الإنجليزية)
- زخارى سكوت على موقع قاعدة بيانات برودواي على الإنترنت (الإنجليزية)
- زخارى سكوت على موقع قاعدة بيانات الأفلام السويدية (السويدية)
- زخارى سكوت على موقع إن إن دي بي (الإنجليزية)
- زخارى سكوت على موقع قاعدة بيانات الفيلم (الإنجليزية)
- زخارى سكوت على موقع كينوبويسك (الروسية)